# Каприччио (мультфильм)
«Каприччио» — советский короткометражный мультфильм для взрослых, выпущенный в 1986 году киностудией Беларусьфильм. Режиссёр — Игорь Волчек.

## Сюжет
Автобус, телефонная будка, одинокий человек… Он поднимается по лестнице, стоит у окна в своей квартире… И как в поезде в движении проходит перед ним прошлое — любовь, ссора, одиночество, мать, пьющий отец, музыкальная школа, первый концерт — его преследует красный свет, попытка бежать, остановить этот поезд и … реальность: жена в бигудях и мелодия «Лаванды»….

## Съёмочная группа
| Режиссёр-постановщик       | Игорь Волчек                                                                        |
| Автор сценария             | Александр Зайцев                                                                    |
| Оператор-постановщик       | Михаил Комов                                                                        |
| Художник-постановщик       | Александр Верещагин                                                                 |
| Художники-мультипликаторы: | А. Матюшевская, А. Бычковский, А. Щепетов, Сергей Кишов, Ирина Кодюкова, И. Лазерко |
| Звукорежиссёр              | Сергей Чупров                                                                       |
| Ассистент режиссёра        | Л. Лукашенко                                                                        |
| Редактор                   | С. Булыга                                                                           |
| Директор                   | Леонарда Зубенко                                                                    |

## Призы и награды
- Лучший мультфильм на 15-м фестивале «Беларусьфильм», 1987 г.
- Главный приз в разделе мультипликационных фильмов на 20-м Всесоюзном кинофестивале, г. Тбилиси, 1987 г.
- Первый приз на международном фестивале мультипликационных фильмов «Золотой кукер», г. Варна, октябрь 1987 г., Болгария
- Главный приз «Золотой дукат» на международном фестивале мультипликационных фильмов в г. Мангейме, октябрь 1987 г., Германия
- Диплом за звукооператорскую работу на 15-м фестивале «Беларусьфильм», 1987 г.
- Приз и диплом ЛКСМУ «За творческий поиск» на 11-м межреспубликанском фестивале мультипликационных фильмов г. Тернополь, 1987 г.